# Maaike Polspoel
Maaike Polspoel (* 28. März 1989 in Vilvoorde) ist eine ehemalige belgische Radsportlerin.

## Sportliche Laufbahn
2006 und 2007 hatte Maaike Polspoel erste Erfolge als Mountainbikerin und bei Querfeldeinrennen. 2008 erhielt sie ihren ersten Vertrag bei einem UCI Women’s Team. 2011 wurde sie gemeinsam mit Kelly Druyts und Elsa Belmans belgische Meisterin in der Mannschaftsverfolgung auf der Bahn. Im selben Jahr gewann sie eine Etappe der Boels Rental Ladies Tour. 2012 ging sie beim Straßenrennen der Olympischen Sommerspiele in London an den Start und belegte Platz 29. Im selben Jahr gewann sie die Provinzmeisterschaften von Flämisch-Brabant in Straßenrennen und Einzelzeitfahren. 2014 wurde sie erneut Provinzmeisterin im Straßenrennen und 2017 im Einzelzeitfahren.
Mitte 2015 wurde bei Polspoel eine chronische Pankreatitis festgestellt. Sie musste sich einer Langzeitbehandlung unterziehen, fuhr zwar weiterhin Rennen, war aber in ihrem Leistungsvermögen eingeschränkt. Zwischendurch dachte sie daran, mit dem Leistungssport aufzuhören. Anfang 2017 gab sie bekannt, dass die Krankheit mit Medikamenten eingedämmt werden konnte und sie nun voller Hoffnung in die neue Saison starte. Ende des Jahres beendete sie dann doch ihre Radsportlaufbahn.

## Erfolge

### Straße
2011
- eine Etappe Boels Rental Ladies Tour

2013
- Erondegemse Pijl

2014
- Trofee Maarten Wynants

### Bahn
2011
- Belgische Meisterin – Mannschaftsverfolgung (mit Kelly Druyts und Elsa Belmans)

## Teams
- 2008–2012 Topsport Vlanderen}
- 2013 Sengers Ladies
- 2014 Giant-Shimano
- 2015 Liv-Plantur (bis 15. Mai)
- 2015 Lensworld-Kuota (ab 25. Mai)
- 2016 Lensworld-Zannata
- 2017 Lensworld-Kuota